# Karl Petter Lindbom

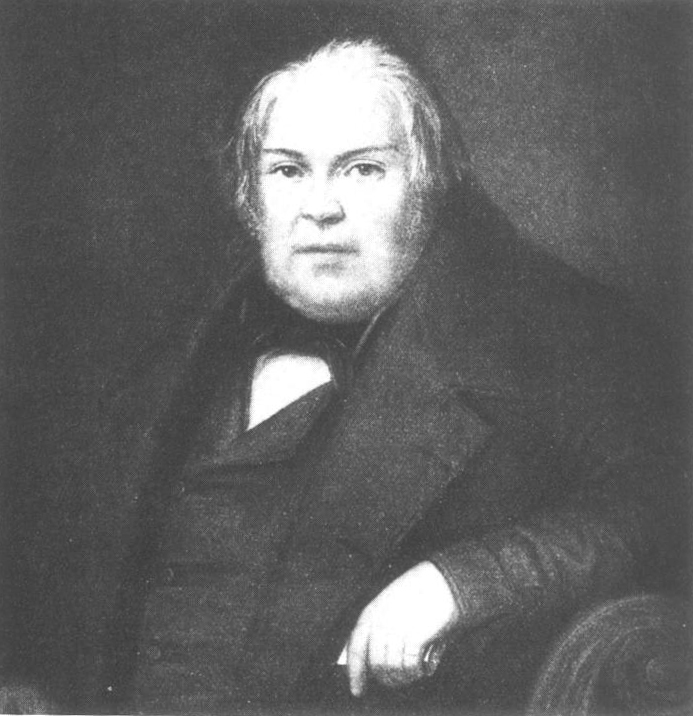
Karl-Petter Lindbom på en målning från omkring 1840.

Karl Petter Lindbom, född 12 september 1787, död 1849, krögare, ägare till Hersby gård (även kallat Hersbyholm) på Lidingö från 1823 fram till sin död.
Han var en av det tidiga 1800-talets mer framträdande Lidingöprofiler och verkade samtidigt på Lidingö med den 30 år äldre Lars Fresk (1758–1830), fabrikör på Elfviks gård.
Karl Petter var enligt Lidingökännaren Birger Wedberg, född på Bodals gård, son till lantbrukaren Israel Hansson som arrenderade Bodals lantbruksgård på slutet av 1700-talet.
Han fick i sin ungdom arbete hos en krögare i Stockholm. När krögaren avled gifte han sig med den 19 år äldre änkan och fortsatte att driva krogrörelsen med stor framgång. Han kom senare att äga och driva det ursprungliga Lidingöbro värdshus vid Kaknäs. Karl Petter drev också en krog invid Larsbergs brostuga från omkring 1814.
Karl Petter, liksom Lars Fresk, var noga med att hålla sig väl med Lidingös kyrkas församling och donerade 1823 en fattigbössa till kyrkan och 1835 ett unikt solur vilka båda finns kvar.
Hans största insatser på Lidingö var upprustningen av Hersby gårds lantbruk och inrättandet 1827 av Lidingös första skola med klockaren som lärare. Lindbom verkade också för att Lidingö som dittills hade varit en annexförsamling till Danderyd, skulle bli ett eget pastorat.
Han är begravd på Lidingö kyrkogård. Några år efter Lindboms död övertogs Hersby gård av Johan August Zetterberg (1810–1878), gift med Lindboms dotter, Maria Kristina Lindbom.